# آلبرتو لگوئله
آلبرتو لگوئله (پرتغالی: Alberto Leguelé؛ زادهٔ ۲۸ فوریهٔ ۱۹۵۳) بازیکن فوتبال اهل برزیل بود.
از باشگاه‌هایی که در آن بازی کرده‌است می‌توان به باشگاه ورزشی باهیا و باشگاه فوتبال فلامینگو اشاره کرد.
وی همچنین در تیم ملی فوتبال برزیل بازی کرده‌است.